# 都城市立今町小学校
都城市立今町小学校（みやこのじょうしりつ いままちしょうがっこう）は、宮崎県都城市今町にある公立の小学校。

## 概要
歴史
1874年（明治7年）に創立。現校名となったのは1947年（昭和22年）。2024年（令和6年）に創立150周年を迎えた。
校章
羽を広げた2羽の鳥が向かい合わせになった絵を背景にして、中央に校名の「今町」の文字（縦書き）を配している。
校歌
1954年（昭和29年）制定。作詞は豊松良夫、作曲は園山民平による。歌詞は2番まであり、両番の歌詞中に校名の「今町校」が登場する。
通学区域
都城市のうち、「大岩田町、今町、下長飯町（一部）、梅北町（一部）」。
中学校区は都城市立五十市中学校。

## 沿革
- 1874年（明治7年）9月1日 - 創立。
- 1886年（明治19年）- 小学校令施行により、簡易科（3年制）を設置の上、「簡易今町小学校」に改称。
- 1889年（明治22年）5月1日 - 町村制の施行により、北諸県郡2村（五十町・横市）が合併の上、「五十市村」が発足。
- 1890年（明治23年）- 尋常科（4年制）を設置の上、「尋常今町小学校」に改称。
- 1892年（明治25年）4月1日 - 「今町尋常小学校」に改称。
- 1893年（明治26年）1月 - 校舎を改築。
- 1900年（明治33年）4月 - 校舎を改築。裁縫科を設置。
- 1901年（明治34年）4月 - 初代校長に荒川文也が就任。
- 1906年（明治39年）4月 - 農業補修学校を併設。
- 1908年（明治41年）
  - 4月 - 改正小学校令により、尋常科（義務教育年限）が4年制から6年制に改められる。尋常科5年を新設。
  - 12月 - 校地を拡張。
- 1909年（明治42年）
  - 2月 - 校舎を増築。
  - 4月 - 尋常科6年を新設。
- 1918年（大正7年）10月 - 西棟・南棟増を改築。
- 1923年（大正12年）5月 - 運動場を拡張。
- 1924年（大正13年）1月19日 - 創立50周年を記念して校歌（旧校歌）を制定。
- 1935年（昭和10年）4月 - 西棟を改築。
- 1936年（昭和11年）5月20日 - 五十市村が都城市に合併。
- 1941年（昭和16年）4月1日 - 国民学校令施行により、「都城市今町国民学校」に改称。尋常科を初等科に改める。
- 1947年（昭和22年）
  - 4月1日 - 学制改革（六・三制の実施）により、新制小学校「都城市立今町小学校」（現校名）に改組・改称。
  - 10月 - 北棟を補修。
- 1952年（昭和27年）9月 - 校地を拡張の上、新運動場が完成。
- 1953年（昭和28年）4月 - 木造新校舎および本館が完成。
- 1954年（昭和29年）2月5日 - 創立80周年を記念して校歌（現校歌）を制定。
- 1956年（昭和31年）5月 - 完全給食を実施。
- 1970年（昭和45年）
  - 6月 - 火災により南校舎を焼失。
  - 9月 - プールが完成。
- 1971年（昭和46年）3月 - 新校舎（普通教室12、図書室1など）が完成。
- 1972年（昭和47年）4月 - 体育館が完成。
- 1974年（昭和49年）9月15日 - 創立100周年記念式典を挙行。
- 1979年（昭和54年）4月 - 運動場を整備。
- 1980年（昭和55年）
  - 1月 - プールを改築。
  - 3月 - 管理棟が完成。
- 1981年（昭和56年）3月 - 校門および築山「希望の丘」が完成。
- 1986年（昭和61年）3月 - 鉄筋コンクリート造新校舎が完成。
- 1990年（平成2年）7月 - カシノキを学校の木に、ネムノキを学校の花に制定。
- 1995年（平成7年）12月 - パソコン室が完成。
- 2006年（平成18年）3月 - 新体育館が完成。
- 2014年（平成26年）2月 - 南校舎が完成。

## 交通アクセス
最寄りの鉄道駅
- JR九州 日豊本線 「西都城駅」・「五十市駅」

最寄りの幹線道路
- 国道269号
- 宮崎県道12号都城東環状線（都城志布志道路・都城道路）「今町IC」

## 周辺
- 今町保育園
- 都城今町郵便局
- 国鉄 志布志線 「今町駅」跡